# Qi (стандарт питания)
Qi (кит. трад. 氣, упр. 气, пиньинь qì, произносится «чи») — стандарт, разработанный Консорциумом беспроводной электромагнитной энергии (Wireless Power Consortium, WPC) для индукционной передачи энергии на расстояние до 4 см.
Аппаратура Qi включает в себя пластину передатчика (с плоской катушкой) в базе (подключается к стационарному источнику энергии) и совместимый приёмник в подключаемом заряжаемом устройстве (также плоская катушка); при использовании подключаемое устройство размещают на пластине передатчика. 
При этом используется принцип электромагнитной индукции, между этими двумя плоскими катушками (аналогично, как, например, в обмотках трансформаторов).
Стандарт Qi предусматривает два варианта: 
низкой мощности — от 0 до 5 Ватт и 
средней мощности — до 30..65 Ватт. 
Производители, использующие этот стандарт в некоторых своих устройствах: Apple, Asus, HTC, Huawei, LG Electronics, Motorola Mobility, Nokia, Samsung, Xiaomi,  Sony, Yota Devices. Консорциум беспроводной электромагнитной энергии был основан в 2008 году, является открытым и объединяет различных производителей Азии, Европы и Америки. Его цель — создание единого стандарта для технологии индукционной зарядки.
Когда Qi стандарт наберёт популярность, ожидается появление публичных зарядных устройств в кафе, аэропортах, спортивных аренах и т. д.

## Протокол передачи данных Qi
Qi включает в себя возможность для базовой станции и мобильного устройства использовать ограниченную систему передачи данных. Это позволяет заряжать и передавать базовой станции информацию о состоянии заряда. Таким образом, базовая станция может адаптировать свою работу удовлетворения потребности мобильного устройства и прекратить свою работу, когда мобильное устройство полностью заряжено.
В процессе работы начальное обнаружение происходит в результате отклонения изменения ёмкости или резонанса катушки передатчика. Как только объект был обнаружен, базовая станция проверяет устройство, размещено ли на нём именно Qi-совместимое устройство. Базовая станция передает 8 бит строковых данных. Принимающее мобильное устройство должно реагировать и предоставить сигнал. Базовая станция затем посылает несколько цифровых пингов, чтобы проверить информацию об оптимальном положении мобильного устройства. Только тогда, когда прибор был проверен, и информация передаётся, начнётся зарядка. Во время процесса зарядки Qi-устройство отправляет пакеты данных управления, чтобы регулировать уровень мощности и, наконец, прекратить зарядку.
Протокол передачи данных зарядного устройства Qi определяется для того, чтобы все устройства могли взаимодействовать правильно.
| Qi Стандартный Формат Данных | Qi Возможности |
| ---------------------------- | --- |
| Скорость передачи данных     | 2 Кбит/с |
| Битное кодирование           | Bi-phase |
| Кодирование байта            | Стартовый бит; 8 бит данных; - бит четности; стоп-бит |
| Структура пакетов            | • Преамбула (>=11 бит) • Заголовок (1 Байт) • Сообщения (от 1 до 27 байт) Одно полное сообщение на пакет Полезные данные для контроля • Контрольная Сумма (1 Байт) |

Спецификация стандарта Qi доступна и бесплатна.